# 杜瓦镇
杜瓦镇，是中华人民共和国新疆维吾尔自治区和田地區皮山县下辖的一个乡镇级行政单位。

## 行政区划
杜瓦镇下辖以下地区：
亚克尔村、都村、欧尔那村、杜瓦村、墩巴格村、拉木斯村、硝尔鲁克村、科台克力克村和杜瓦矿区社区。